# Bettina Spier
Miriam Bettina Spier (* 28. Februar 1960 in West-Berlin; † 13. August 2008) war eine deutsche Schauspielerin und Synchronsprecherin.

## Leben
Bettina Spier war die Tochter der Schauspielerin Almut Eggert und Wolfgang Spier und die Halbschwester von Nana Spier.
In der Serie Ein Heim für Tiere war Spier als Stefanie Sommer zu sehen. Sie synchronisierte zwischen 1983 und 2005 die Filme Die Superanmacher, Karate Kid III – Die letzte Entscheidung, Silverado und Dirty Dancing. Zudem sprach sie in der deutschen Fassung des 1997 erschienenen Computerspiels Riven die Rolle der Catherine.
Im Jahr 2008 starb Bettina Spier mit 48 Jahren an Krebs.

## Synchronrollen (Auswahl)

### Filme
- 1980: Maureen Teefy in Fame – Der Weg zum Ruhm als Doris Finsecker
- 1983: Meg Tilly in Psycho 2 als Mary Loomis
- 1985: Meg Tilly in Agnes – Engel im Feuer als Schwester Agnes
- 1987: Jane Brucker in Dirty Dancing als Lisa Houseman
- 1988: Nicole Kidman in Trendsetters – Jahrmarkt der Illusionen als Helen McCord
- 1989: Nicole Kidman in Todesstille als Rae Ingram
- 1993: Lara Flynn Boyle in Die Aushilfe als Kris Bolin
- 1997: Lori Loughlin in Bankraub als Jill Erickson
- 2001: Sarah Danielle Madison in Jurassic Park III als Cheryl

### Serien
- 1985–1986, 1994: Genie Francis in Fackeln im Sturm als Brett Hazard
- 1986–1987: Linda Purl in Matlock als Charlene Matlock